# Зёйдер-Зе (фильм)
«Зёйдер-Зе» (нидерл. Zuiderzee) — документальный фильм голландского режиссёра Йориса Ивенса. Фильм рассказывает о борьбе человека, подчиняющего себе природу. Фильм переделывался в 1933 году и получил название «Новая Земля» (нидерл. Nieuwe gronden).

## Сюжет
Рассказ ведётся от лица Йориса Ивенса о том, как народ Нидерландов проводит работы по сооружению дамбы против грозящих наводнений природной лагуны Зёйдер-Зе. Фильм является политическим памфлетом и вызван экономической депрессией 1930-х годов. Показаны кадры голодных маршей в Нью-Йорке и Лондоне и тела погибших от голода в Маньчжурии.

## Создание
Йорис Ивенс — один из крупнейших нидерландских кинематографистов и документалистов XX века. В 1927 году в Амстердаме он участвовал в создании киноклуба «Фильм-лига» (нидерл. Filmliga), члены которого стремились обновить язык кино, пропагандировали экспериментальные фильмы и намеревались придать кинематографу социальную направленность. В период деятельности киноклуба Ивенс сумел снять свои первые работы, привлёкшие к нему внимание — короткометражные документальные фильмы «Мост» (1928), «Дождь» (1929) и «Я–фильм» (1929), которые «были в значительной мере экспериментом, пробой сил, бывшими целиком в духе времени». В начале 1930-х годов режиссёр по приглашению советского режиссёра В. И. Пудовкина на протяжении трёх месяцев находился в СССР, где договорился о создании документального фильма, который он снял во время своей второй поездки. Фильм под названием «Комсомол» («Песнь о героях») снятый в 1932 году повествует о строительстве Магнитогорского металлургического комбината. Ивенс вспоминал, что на встречах с советскими рабочими, ему задавали вопросы по поводу его фильма «Мост». Одна из претензий заключалась в том, что он остановился на конструктивистских аспектах сооружения и не показал жизнь простых людей, их труд и интересы. Как вспоминал режиссёр, эти слова произвели на него большее впечатление и запомнились на всю жизнь.     
Летом 1930 года по рекомендации Профессионального союза голландских строительных рабочих Ивенс снимает фильм «Мы строим», на материале которого создал две короткометражные документальные ленты — «Новая архитектура» и «Сваи». В этот период у него формируется группа единомышленников, с которыми в дальнейшем он продолжил творческое сотрудничество — это монтажёр Елена ван Донген (нидерл. Helen van Dongen), кинооператор Джон Ферно (Йоханнес Фернхаут) и композитор Ханс Эйслер.      
Фильм «Зёйдер-Зе» повествует о главных этапах инженерно-строительных работ по осушению в одноимённом заливе на побережье Нидерландов проводившихся в конце 1920-х — начале 1930-х годов. Он был снят в 1930 году по заказу профсоюза с целью пропаганды технических методов защиты от морской стихии. Администрация профсоюза одним из обязательных условий фильма выдвинуло требование, чтобы он не имел бытового характера. Режиссёр стремясь  большей реалистичности и естественности происходящего ещё до начал съёмок некоторое время жил среди строителей. В этот подготовительный период он знакомился с ними, разъяснял им цели и задачи своего фильма, отмечал те процессы, которые он стремится показать на экране. В результате этого будущие герои фильма привыкли к режиссёру и к кинокамере, и только после этого Ивенс счёл возможным начать съёмки.        
На материале этой ленты в 1933 году режиссёр смонтировал новый вариант, получивший название «Новая Земля» (нидерл. Nieuwe gronden). Новая версия получилась более короткой, компактной, она была дополнена музыкальным сопровождением созданным Хансом Эйслером. По оценке биографа режиссёра Сергея Дробашенко, это  произведение «не утратив достоинств предшествующего фильма, явилось по сравнению с ним гораздо более динамичным, композиционно завершённым». Она выделялась по сравнению с первым вариантом «исключительной точностью и художественной законченностью драматургии»:        
Каждая часть фильма несла свою эмоционально окрашенную тему, имела вступление, развитие, кульминацию и финал и облекалась в стройную изобразительную и монтажно-ритмическую форму. Всё вместе представляло собой содержательное и взволнованное повествование
Во время второго визита в СССР Ивенс показывал несколько своих работ:  «Дождь», «Мост», «Сваи» и «Зёйдер-Зе». Последний фильм выдающийся советский документалист Эсфирь Шуб в 1930 году назвала голландской «Дубинушкой». По её наблюдению, в фильме прежде всего выделяется высокая культура операторской работы. У такого мастера как Ивенс кинокамера является «совершенным орудием съёмки»:  
Предельная чёткость в показе фактуры снимаемых им объектов, подвижность аппарата, умение функционально, не отрываясь от поставленной цели, брать действенно снимаемый материал, исходя из целевой задачи всей вещи в целом, с предельной выразительностью строить кадр — вот отличительные черты его операторской работы.